# Fournier (cráter)
Fournier  es un cráter de impacto del planeta Marte situado al suroeste del cráter Du Martheray, al noroeste de Jarry-Desloges, al noreste de Verlaine y al este de Schroeter, a  4.3° norte y 72.6º este. El impacto causó un boquete de 118 kilómetros de diámetro. El nombre fue aprobado en 1973 por la Unión Astronómica Internacional, en honor al astrónomo francés Georges Fournier(1881-1954).